# 奈良美智
奈良 美智（なら よしとも、1959年12月5日 - ）は、日本の青森県弘前市出身の画家・彫刻家・現代美術家。

## 概要
1959年青森県弘前市出身。青森県立弘前高等学校卒業。 
高校卒業後に上京する。武蔵野美術大学に入学したものの、学内で何も得るものを感じず、1年で中退する。1年生期末の20歳の頃に1年間有効のヨーロッパの往復チケットを買って、約3か月放浪した。帰国後の金欠を親に言えず、授業料の安い公立美大を受験した。そして、愛知県立芸術大学、東京藝術大学、大分県立芸術短期大学の候補の中で、愛芸に合格した。
1981年、愛知県立芸術大学美術学部美術科油画専攻に入学し、1985年に卒業、1987年に同大学大学院修士課程を修了した。この期間も公立であるため、費用が安く、愛芸2年時に3か月ほどヨーロッパへ行っている。
愛芸の学部4年時から、日本の美術系予備校の講師を始めた。河合塾千種校美術研究所講師を経て、1988年の28歳の時に渡独した。

### 留学
同年、ドイツ国立デュッセルドルフ芸術アカデミー (Kunstakademie Düsseldorf、デュッセルドルフ美術大学) に入学し、A.R.ペンク (A. R. Penck) に師事した。
寿司屋でアルバイトも始めて皿洗いをしていた。この頃から40歳までの期間が最もノッていた期間だったと回想しており、その理由はアルバイトをしながら作品を作るという自分に酔っており、「バイトが終わったら早く帰って絵を描くぞ」という絵を描きたい気持ちを貯める時間が長くなっていたから。
アジア人憎悪も受けたが、奈良は「それだけでその国を憎むようなバカではない。視野を広く持つことが地球で生きるということだ」と述べた。
在学中に大学訪問してきた、あるギャラリーのオーナーの目に留まり、個展を開催するようになった。1993年にマイスターシューラーを取得して、34歳の時にアカデミーを修了した。

#### アカデミー卒業後
アカデミー卒業後も、1994年から日本に拠点を移す2000年8月まで、ドイツケルンのアトリエを拠点に作品を制作した。同年6月には、ケルンからの引っ越し準備をしていた。
1995年、名古屋市芸術奨励賞を受賞。
1998年、アメリカ合衆国カリフォルニア大学ロサンゼルス校にて非常勤客員教授を3か月間務めた。
1999年頃には、世界的に評価されている現代美術作家となり、ニューヨーク近代美術館 (MoMA) やロサンゼルス現代美術館に作品が所蔵されるなど日本の現代美術の第2世代を代表する1人となった。そして、特徴的な見返りをしている人物をモチーフにしたドローイング・アクリル絵具による絵画で知られるようになった。

### 帰国後
2000年8月、ドイツでの12年間の生活を終え、日本に帰国し、東京都西多摩郡瑞穂町に活動拠点を移した。 
翌2001年、日本における大規模な個展「I DON'T MIND, IF YOU FORGET ME.」を横浜美術館で 開始した。この展覧会をきっかけに、日本国内で急速に人気を獲得していった。横浜で始まった「I DON'T MIND, IF YOU FORGET ME.」は、広島市現代美術館や吉井酒造煉瓦倉庫（弘前市）など国内の4か所の美術館でも開催されることなった。出身地である弘前市の吉井酒造煉瓦倉庫(現在の弘前れんが倉庫美術館)で開催された同展は、合計4,600人のボランティアにより運営された。
2005年、土地が安いという理由で栃木県の那須高原に転居。以降から栃木県を活動拠点を移した。
2006年度に武蔵野美術大学客員教授を務める。
2010年、米文化に貢献した外国出身者をたたえるニューヨーク国際センター賞を受賞。アジア人としてはヨー・ヨー・マに次ぐ受賞であった。
2013年、芸術選奨文部科学大臣賞を受賞。
2013年以降はBlum & Poe、Pace Galleryで発表している。
2018年には拠点として栃木県那須塩原市に、私設の現代アートスペース「N's YARD」を開設した。
2025年4月16日、アメリカの雑誌「タイム」は世界で最も影響力がある100人の1人として選出したことを発表した。

## 人物
- 中高校生の頃から輸入版レコードのようなマイナーな音楽が好きであった[6][23][24]。作品制作も音楽を流しながら行わっている[25]。少年ナイフ、bloodthirsty butchers、THE STAR CLUB、マシュー・スウィート、R.E.M.のCDジャケットを手がけており、ニルヴァーナのカート・コバーンを模したとされているキャラクターやthee michelle gun elephantのCDジャケットをパロディー化した作品を描いたりしている。1960 - 1970年代の洋楽にも詳しく、マイナーレーベルのSSWやロック、またルーツミュージック（特にトラッドなどの白人ルーツミュージック）にも造詣が深い。手作りの小屋の内側を中学、高校時代に聴いていたレコードジャケットで埋めた作品もある。ミュージシャンとの交流も多くニューヨークでの展覧会オープニングにYO LA TENGOやデボラ・ハリーなどが来ている。
- 自己が優等生になりかけていると感じるたびに、そうならないようにしてきたことを明かしている[6]。
- 一人で作品制作を行ってきた奈良であるが、「Yoshitomo Nara + graf A to Z」ではクリエイター集団「graf」と共同作業で展示会場作りからの創作活動の旅を行った[26]。台湾、韓国、横浜へと移動したその展覧会の様子は、ドキュメンタリー映画『NARA:奈良美智との旅の記録』（監督：坂部康二）として2007年に劇場公開され、後にDVDとして発売された。
- カレーライスが好物で、2001年に漫画『おごってジャンケン隊』（現代洋子）にゲスト出演した際、当時のアトリエの近所にあるCoCo壱番屋をお薦めの店として挙げている。また、最近では松屋にもよく通っているとTwitterで述べている。
- 韓国企業の製品に使われたイラストを自分の作品の盗用だとして提訴。韓国で裁判が行われた結果、奈良の主張が認められ、相手企業も奈良の要求を受け入れた。奈良は「財閥の不正や権力に国民がNOをたたきつけ、結果を見せることが出来た時も、当たり前だがいい国だと思った」と法が機能していること称賛した[27]。
- 東北地方太平洋沖地震に関する活動の一つとして宮城県で開催されているARABAKI ROCK FEST.に2011年から連続して参加している。

## 作品・表現

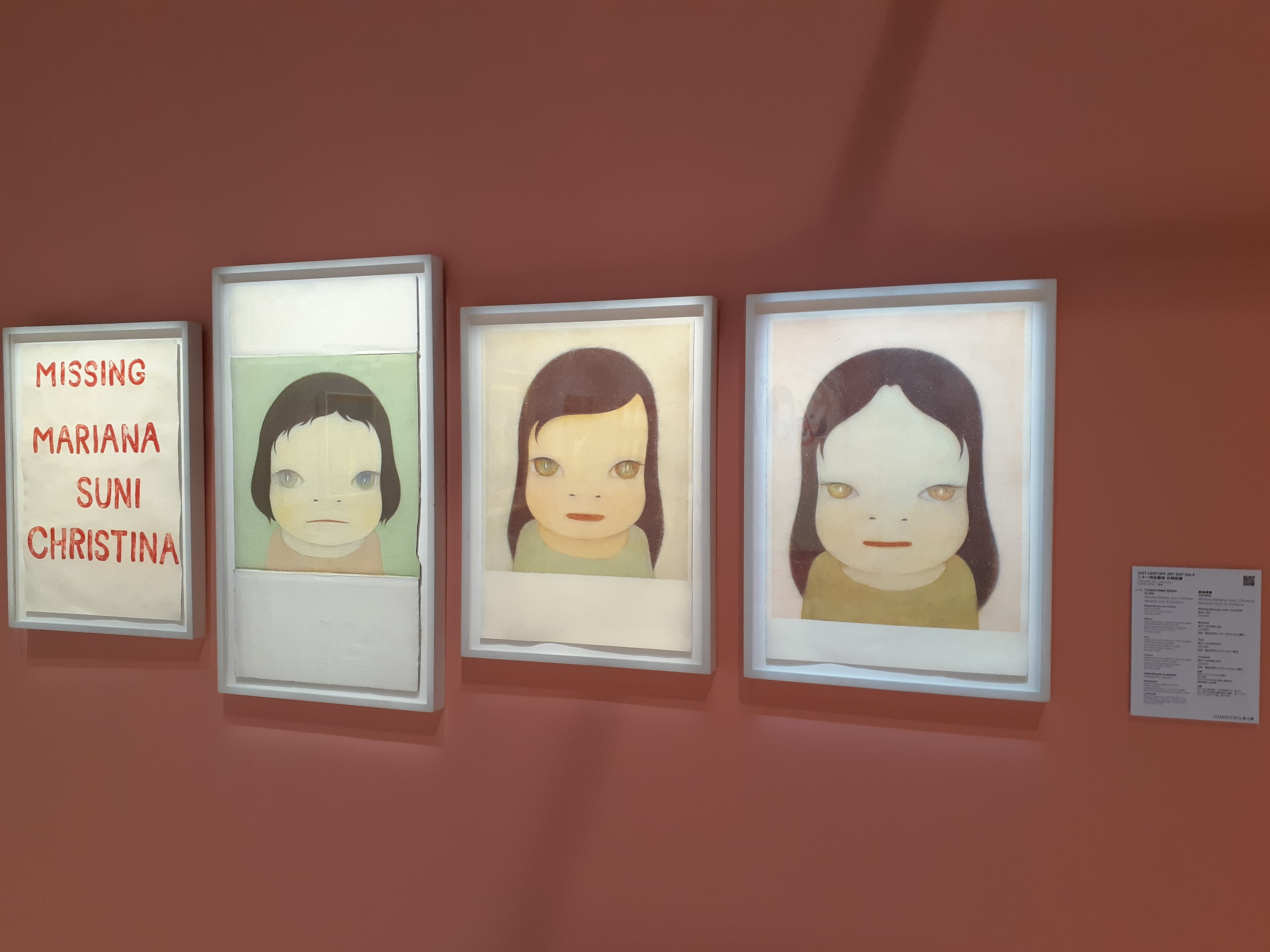
「少女」をテーマとした奈良の作品

奈良美智のアート作品の大きな特徴は、『丸みのある輪郭を持った可愛らしい少女をモチーフとした作品が多い』ことである。
絵画やドローイングで言えば、睨みつけるような目をした女の子を描いた作品等は奈良のトレードマーク 的なものとして広く知られる。
彫刻などの立体作品においても、少女を題材としたものが大半を占めるが、その一方で『あおもり犬』や『Dogs from Your Childhood』などのように、犬などの動物を題材としたものも見られる。
このように、純粋無垢で可愛らしく無邪気さ等が感じられる造形を展開しつつも、その中にどことない悪魔的な要素（人間の潜在的な怒りや孤独感等）を盛り込んだ作品は、奈良独特のものと言うべき特筆事項である。奈良自身は前述の通り音楽好きでもあることから、これはいわゆる「パンク・ロック文化」等に影響されたものと考察する見方もある。
美術手帖などで取り上げられているものを中心とし、以下に奈良の代表作をいくつか解説する。
- 『春少女』- 絵画作品。2012年に制作された。横浜美術館蔵。227.0cm×182.0cmの大型作品。正面を見つめる可愛らしい少女を色鮮やかに描いた作品である。題材として描かれた少女の表情や感情（心）などについて考えさせられるものとなっている[30]。
- 『Knife Behind Back』- アクリル絵画作品。2000年、奈良のアメリカ、ロサンゼルス滞在時に制作された。234×208 cm。つり目の少女を描いたもので、典型的な奈良の作風が現れた作品と言える。2019年、サザビーズが香港で開催したオークションにおいて、当時の奈良の作品の最高額である2,490万ドル（約27億円）で落札された[31]。実際にはタイトルにある「ナイフ」を描いていないが、怒った表情の少女がナイフを隠し持っているという雰囲気を連想させる、脅威的な作品といえる。
- 『あおもり犬』- 彫刻作品。2005年に制作された大型の立体彫刻作品であり、白い犬をモチーフとしている。鉄筋コンクリートの下地に、セメントモルタルとフッ素樹脂で肉付けされている[32]。青森県立美術館の屋外スペース（美術館の西側の屋外空間）に2006年7月の開館当初から展示されており[32][33][34][35]、同美術館のシンボル的な存在でもある[36][37][38][39][40]。作品のタイトルは、奈良の出身地でもある「青森県」と「犬」にちなんだもの（かばん語）であり、県名と同じ読み方（あおもりけん）になっている。高さは約8.5メートル[41][42]、横幅は約6.7メートル[43]、奥行きは約9メートルある[44][45]。奈良は幼少期に子犬を山に置き去りにしてしまった経験があり、それゆえにこのような犬をモチーフとした作品を多く手がけている[46]。青森県立美術館に隣接する三内丸山遺跡を意識して作られた作品であるため、犬の下半身は地中に埋まった状態となっている[46]。犬の顔はうなだれたようにうつむき[46]、どこか淋しげな表情をしているのが特徴[47]。また、犬の前には、エサを入れる器を模した花壇が設置されている。作品には手で直接触ってふれ合うこともできるが[48]、冬は展示スペースへの通路が閉鎖されるため、窓越しでのみ観覧できるようになる[46]。作品は屋外に展示されていることから雪や雨で汚れるため（冬になると犬の頭などに雪が積もる[49]）、毎年春に高圧洗浄機で洗い流される[44][48][50]。2022年10月、初めての再塗装作業が行われた[51][52]。
- 『Miss Forest』- 彫刻作品。ロサンゼルス・カウンティ美術館の永久コレクションに収蔵された[53]。
- 『A Little Wonderful House』- ドローイング (YNF35) - 1984年に名古屋市（個展）と弘前市（二人展）で展示された最初期の作品。「奈良美智全作品集 1984-2010」には掲載されておらず、2015年に再発見された[54]。

これらの他にも、日本の著名な浮世絵作品の一部に少女の姿を加えてパロディ化した作品なども制作した。

## 主な展覧会
- 1984年 7月23日- 8月4日 初の個展「Wonder Room」 Gallery Space to Space （名古屋市）
- 1984年 9月5日- 9月10日 グループ展「奈良美智、三浦孝治二人展」 SPACE DENEGA（弘前市）[54]
- 1999年1月13日 - 2月14日 個展「Walking alone」 ザ・ギンザアートスペース（現 資生堂ギャラリー。東京）[56]
- 2000年3月18日 - 6月25日 個展「Walk On」 シカゴ現代美術館
- 2000年3月24日 - 5月20日 個展「Lullaby Supermarket」 サンタモニカ美術館
- 2001年8月 - 2002年9月 個展「I DON'T MIND, IF YOU FORGET ME.」
  - 横浜美術館、2001年8月11日 - 10月14日[57]
  - 芦屋市美術博物館、2002年1月19日 - 3月31日[58][59]
  - 広島市現代美術館、2002年4月7日 - 6月2日
  - 北海道立旭川美術館、2002年6月14日 - 7月28日[60]
  - 吉井酒造煉瓦倉庫（弘前市吉野町2-1）、2002年8月4日 - 9月29日[61]
- 2003年9月 - 2005年5月 個展「Nothing Ever Happens」[62]
  - クリーブランド現代美術館、2003年9月12日 - 2004年1月4日
  - ペンシルベニア大学現代美術館、2004年1月24日 - 4月3日
  - サンノゼ美術館、2004年7月25日 - 10月31日
  - セントルイス現代美術館、2004年12月3日 - 2005年2月26日
  - ホノルル現代美術館、2005年3月25日 - 5月22日
- 2004年8月11日 - 10月11日 個展「From the Depth of My Drawer」 原美術館（以後、金津創作の森（福井県）[63]、米子市美術館[64]、吉井酒造煉瓦倉庫（下記）、ロダンギャラリー（ソウル）を巡回）
- 2005年4月16日 - 5月22日 個展「From the Depth of My Drawer」 吉井酒造煉瓦倉庫
- 2005年9月28日 - 12月18日 グループ展 奈良美智＋graf「A to Z」 横浜トリエンナーレ
- 2005年10月8日 - 10月9日 グループ展 「とがびプロジェクト2005」長野県千曲市戸倉上山田中学校
- 2006年7月29日 - 10月22日 個展 奈良美智＋graf「A to Z」 吉井酒造煉瓦倉庫[65][66]
- 2006年9月30日 - 2007年3月21日 個展「Moonlight Serenade -月夜曲」 金沢21世紀美術館
- 2006年11月3日 - 2007年1月14日 グループ展「広島市現代美術館コレクションによる 『この20年の、20のアート』」 札幌芸術の森美術館
- 2007年6月2日 - 2007年10月7日 個展 奈良美智「Yoshitomo Nara 奈良美智展」 ハーグ現代美術館
- 2007年9月21日 - 2008年1月6日 個展 奈良美智＋graf「Torre de Malaga (Tower of Malaga)」 マラガ現代美術館
- 2008年6月12日 - 10月26日 個展  BALTIC現代美術センター イギリス
- 2012年7月14日 - 9月23日 横浜美術館 『[nara　yoshitomo：a bit like you and me]　奈良美智：君や僕にちょっと似ている』[67]
- 2014年10月3日 - 12月7日 「Greetings from a Place in My Heart」 Dairy Art Center　ロンドン
- 2014年11月7日 - 11月9日 沢田マンションギャラリーroom38　『3日間の奈良美智・ドローイングショウ』
- 2015年3月6日 - 7月26日 「Life is Only One / 無常人生」　Asia society Hong Kong 香港
- 2017年7月15日 - 9月24日 「for better or worse」 豊田市美術館
- 2021年6月29日 - 12月19日 「ヒューマン＆アニマル　土に吹き込まれた命」陶芸の森陶芸館

## その他
- 草間彌生と奈良美智は、どちらも日本を代表する現代美術家である。草間と奈良は過去に複数回対談を行っており、手紙等を通じてのやり取りもしていることが美術手帖にて明かされている[68]。奈良自身は「自分は、身体の中からわき上がるようなインスピレーションで絵画や彫刻をつくる、草間彌生さんの背中を見て育った。」と語っているという[68]。
- 東京南青山にYoshitomo Nara + grafが、A to Z展の宣伝のために内装を手がけたカフェ A to Z cafe があるが、奈良だけはボランティアとして無報酬で内装のデザインに参加した。奈良本人は運営にはまったく関わっておらず、無関係である。
- 2009年ツール・ド・フランスの第18戦個人タイムトライヤルでランス・アームストロングが使用する自転車のデザインを受け持った。
- 2009年国内オークション会社高額落札TOP10に2点ランクインされる。3位「ASH NIGHT」2000年制作 落札額5700万円、6位「Winter Long」1999年制作 落札額4025万円。
- 2017年7月、作品作家論『ユリイカ　詩と批評 臨時増刊号　総特集 奈良美智の世界』（青土社）が刊行。
- 日向坂46の4thシングルソンナコトナイヨの歌詞で、切りすぎた前髪のことを、奈良美智の絵だ、と例えられている。

### トラブル
- 2007年10月16日、ロンドンで行われたクリスティーズのオークションに贋作3点が出品される。
- 2023年4月14日、大阪IRをめぐる報道の中で自身の著作物である「あおもり犬」が無断でイメージの中に使用されていることをツイート[69]した。その後、村上隆の花のイメージも無断で使用されていることをツイート[70]した。府市のIR推進局によると、イメージ図や動画は、IR事業者であるオリックスと米MGMリゾーツ・インターナショナル側から2021年7月と9月にそれぞれ提供を受け、公表資料に掲載するなどした。2021年にも指摘を受けていたが、IR推進局からの問い合わせに対して「利用許諾を適切に取得している」と事業者は回答していた[71]。なお、本人は許諾しておらず、展示場である青森県立美術館も「なお、当館においては、本件での画像使用許可等の問い合わせの事実はありません。」[72]としている。大阪府知事の吉村洋文は「美術家の奈良さんと村上さんには謝罪を申し上げます。本当に申し訳なかったと思います。」と謝罪した一方で「ただ一方で、何らかの奈良さん本人ではない方とのやりとりというのも実はあったんじゃないかという話も聞いています」との発言をした[73]。2023年8月29日、MGMリゾーツジャパンは「あおもり犬」について、奈良に「MGMが関係を有するギャラリー経由で使用許諾のお願いを致しましたが、同年6月末にお断りを受領しておりました」とし、使用を断られたにもかかわらず使用したことを報告した。村上の「お花お花お花」についてはコンタクトすらとっていなかった[74]。

## 主なテレビ出演
- トップランナー 「奈良美智 美術作家」（1999年6月18日、NHK総合）[75]
- いのちの響 「奈良美智 現代美術家」（2001年8月26日、TBS）
- たけしの誰でもピカソ 「現代アートの旗手 奈良美智特集」（2001年9月21日、テレビ東京）
- 新日曜美術館 「奈良美智×村上隆 ニューポップ宣言」（2001年9月23日、NHK教育）
- 情熱大陸 「奈良美智 美術作家」（2006年6月25日、毎日放送）
- 高校講座 「特集「美術」第2回「絵を描こう」」（2006年8月、NHK教育）
- ミュージック・ポートレイト 「ミュージック・ポートレイト「木村カエラ×奈良美智　第1夜」（2014年6月26日、NHK教育）
- Dear 忌野清志郎 (2023年9月16日、NHK BSプレミアム) [76]
- HEBEL HAUS MUSEUM 新美の巨人たち 「奈良美智 …少女が大人になるということ×小雪」（2024年1月6日、テレビ東京）